# بيتر جيريتي
بيتر جيريتي (بالإنجليزية: Peter Gerety)‏ مواليد 17 مايو 1940 في بروفيدنس، الولايات المتحدة، هو ممثل أمريكي بدأ مسيرته الفنية سنة 1961.

## الأعمال
- بيت الفرح
- النيام
- أسطورة باغر فانس
- عذراء
- حرب العوالم
- سريانا
- إنسايد مان
- حرب تشارلي ويلسون
- فيبي في بلاد العجائب
- استبدال
- بول بلارت: شرطي المجمع التجاري
- أعداء الشعب
- ذا غود وايف
- قتل غرينغو
- رحلة طيران
- سايمبيلاين

## روابط خارجية
- بيتر جيريتي على موقع IMDb (الإنجليزية)
- بيتر جيريتي على موقع ألو سيني (الفرنسية)
- بيتر جيريتي على موقع أول موفي (الإنجليزية)
- بيتر جيريتي على موقع قاعدة بيانات برودواي على الإنترنت (الإنجليزية)
- بيتر جيريتي على موقع قاعدة بيانات الأفلام السويدية (السويدية)
- بيتر جيريتي على موقع قاعدة بيانات الفيلم (الإنجليزية)
- بيتر جيريتي على موقع كينوبويسك (الروسية)